# Instituto de Academias de Andalucía
El Instituto de Academias de Andalucía (INSACAN) o Instituto de Reales Academias de Andalucía es una corporación de derecho público de España, que agrupa las reales academias de Andalucía de las diferentes ramas científicas, en representación de los profesionales de la comunidad. Fue creada en 1982 y actualmente tiene su sede en Granada, en la plaza de Campo Verde, en un inmueble cedido por la Junta de Andalucía.

## Historia
El germen del Instituto de Academias de Andalucía fue el Congreso de las Academias andaluzas, que se desarrolló en Granada del 8 al 11 de noviembre de 1979, coordinado por Miguel Guirao Pérez, con el patrocinio del Instituto de España. Anteriormente se habían celebrado otras reuniones de este tipo, en 1966 y 1968, pero no llegaron a fructificar.
Posteriormente tuvieron lugar otros congresos en Córdoba (1981), Cádiz (1983), Sevilla (1985), Málaga (1987) y de nuevo Granada (1989), únicas provincias andaluzas que son sede de alguna academia. La aprobación de su constitución formal tuvo lugar el 26 de junio de 1982, en Córdoba, siendo aprobados sus estatutos el 9 de noviembre de 1983 en Sevilla. El Parlamento de Andalucía reconoce oficialmente su creación mediante una ley y la publicación de sus estatutos.

## Miembros
Los 760 miembros del Instituto de Academias de Andalucía lo son en función de su pertenencia a sus respectivas academias de distrito y especialidad.

### Academias
El Instituto de Academias de Andalucía agrupa a 27 academias y reales academias, con sede en las distintas provincias andaluzas.

#### Cádiz
- Real Academia Provincial de Bellas Artes
- Real Academia Hispanoamericana de Ciencias, Letras y Artes
- Real Academia de Medicina y Cirugía de Cádiz
- Real Academia de San Dionisio de Ciencias, Artes y Letras, de Jerez de la Frontera.
- Real Academia de San Romualdo de Ciencias, Letras y Artes, de San Fernando

#### Córdoba
- Real Academia de Córdoba.
- Academia Andaluza de Enfermería

#### Granada
- Real Academia de Bellas Artes de Nuestra Señora de las Angustias, de Granada
- Academia de Ciencias Matemáticas, Físico-Químicas y Naturales de Granada
- Real Academia de Jurisprudencia y Legislación de Granada
- Real Academia de Medicina y Cirugía de Andalucía Oriental
- Real Academia de Ciencias Veterinarias de Andalucía Oriental
- Academia de Buenas Letras de Granada
- Academia Iberoamericana de Farmacia

#### Huelva
- Academia de Ciencias, Artes y Letras, de Huelva.
- Academia Iberoamericana de La Rábida.

#### Málaga
- Real Academia de Bellas Artes de San Telmo
- Academia Malagueña de Ciencias.
- Real Academia de Nobles Artes de Antequera.

#### Sevilla
- Real Academia de Bellas Artes de Santa Isabel de Hungría de Sevilla
- Real Academia Sevillana de Buenas Letras.
- Real Academia de Medicina de Sevilla.
- Real Academia Sevillana de Medicina de Ciencias Veterinarias
- Real Academia Sevillana de Medicina de Ciencias
- Real Academia Sevillana de Legislación y Jurisprudencia
- Real Academia de Ciencias, Bellas Artes y Buenas Letras "Luis Vélez de Guevara"
- Academia de Ciencias Sociales y del Medio Ambiente de Andalucía.[7]

### Presidentes
- Gonzalo Piédrola de Angulo (desde enero de 2006 hasta la actualidad)
- Eduardo Roca Roca (de noviembre de 1991 a enero de 2006)
- Fernando Muñoz Ferrer (de junio-1988 a noviembre de 1991)
- Miguel Guirao Pérez (desde su creación hasta junio de 1988)